# Worcester (Massachusetts)
Worcester város az USA Massachusetts államában, Worcester megyében, melynek megyeszékhelye is. Lakosainak száma 206 518 fő (2020. április 1.).

## Népesség
A település népességének változása:
| Lakosok száma | 181 045 | 183 016 | 206 518 |
|               | 2010    | 2014    | 2020    |